# Condado de La Paz
El condado de La Paz, se localiza en la parte occidental del estado de Arizona, Estados Unidos. Registró una población de 19 715 habitantes en el censo de 2000. La Cabecera se ubica en la ciudad de Parker.
La Reserva Indígena del Río Colorado, se localiza en el condado.

## Características Generales

### Historia
El condado de La Paz, ha sido el único del estado de Arizona que se formó mediante una iniciativa propuesta por residentes de la parte norte del Condado de Yuma, la cual fue aprobada en 1983, por el congreso del estado.

### Geografía
El condado de La Paz, limita al norte con el condado de Mohave, al Noreste con el condado de Yavapai, al Oriente con el condado de Maricopa, al sur con el condado de Yuma, y; al Poniente con los condados de Imperial, Riverside y San Bernardino; California, con los que hace frontera a lo largo del río Colorado.

### Demografía
El Condado de La Paz, registró una población de 19 715 habitantes en el censo de 2000.

### Ciudades y pueblos
- Bluewater
- Bouse
- Cíbola
- Ehrenberg
- Parker
- Parker Strip
- Poston
- Quartzsite
- Salome
- Wenden